# Vrăjitoarea (film din 1956)
Vrăjitoarea  (titlul original: în franceză La sorcière) este un film dramatic de coproducție franco-suedeză, realizat în 1956 de regizorul André Michel, după romanul Olesia (Олеся, 1898) a scriitorului Alexandr Kuprin, protagoniști fiind actorii Marina Vlady, Maurice Ronet, Nicole Courcel și Michel Etcheverry. 

## Conținut
În Suedia, inginerul francez Laurent Brulard se confruntă cu dificultăți în muncă și cu o lume de superstiții a locuitorilor unei regiuni izolate. Cu toate acestea, găsește sprijinul proprietăresei de pământ Kristina, cu care lucrează și care este îndrăgostită de el.
Într-o zi se pierde în pădure și este în pericol să se scufunde în nisipurile mișcătoare, dar este salvat de o bătrână care îl duce în cocioaba ei. Acolo o întâlnește pe Ina, nepoata bătrânei. Cade sub vraja tinerei sălbatice și începe să se ocupe de educația ei, ceea ce o face geloasă pe Kristina. Când Laurent vrea să o prezinte pe Ina celor din sat, oamenii pioși reacționează cu ură față de ea. În fața bisericii, femeile satului încearcă să o linșeze pe Ina dar Kristina călărește în mulțime și alungă femeile cu cravașa. Datorită intervenției Kristinei, Ina se poate desprinde de femeile agresive, dar este lovită de o piatră aruncată de cineva din mulțime. Rănită de moarte, Ina se retrage în pădure...

## Distribuție
- Marina Vlady – Ina
- Maurice Ronet – Laurent Brulard
- Nicole Courcel – Kristina Lundgren
- Michel Etcheverry – Camoin
- Ulla Lagnell – doamna Hermansson, soția pastorului
- Ulf Palme – Matti
- Rune Lindstrom – pastorul Hermansson
- Eric Hellström – Erik Lundgren
- Erik Hell – Pullinen
- Naïma Wifstrand – Maila, bunica Inei
- Astrid Bodin – o enoriașă
- Svea Holm - o enoriașă
- Monica Lindberg - o enoriașă

## Premii
- Berlinala 1956: Ursul de Argint pentru o activitate artistică deosebită („2. Ehrenpreis“ / Al II-lea Premiu de onoare).[1]